# Tuinbroek

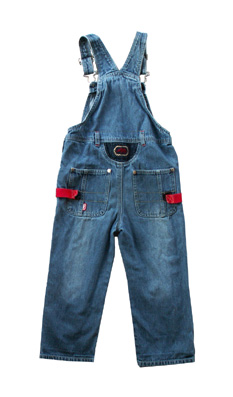
Een klassieke tuinbroek in denim (achterkant)

Een tuinbroek of salopette is een broek die oorspronkelijk diende om in de tuin of op het land te werken. Hij bestaat uit een broek met daaraan vastgenaaid een voorstuk, dat met twee gespen vastgemaakt wordt aan twee schouderbanden die aan het rugpand vastzitten. Hierdoor kan de broek niet ongewenst "afzakken" en kan hij iets wijder zijn dan normale broeken. Meestal wordt hij vervaardigd van denimstof omwille van de duurzaamheid en het gemak in onderhoud.
De salopette (naar Oudfrans salope = vuil) werd in 1844 in Lyon ontworpen door textielwinkelier Louis Lafont als werkkleding voor arbeiders en boeren. Pas rond de jaren 60 van de twintigste eeuw begonnen voornamelijk jongeren de tuinbroek in hun vrije tijd te dragen.
De tuinbroek was in de jaren 80 van de 20e eeuw een populair kledingstuk van homoseksuele vrouwen. De tuinbroek werd door de "butch" als stoer ervaren en werd een stereotiep kledingstuk voor openlijk homoseksuele vrouwen.

## Trivia
De term salopette wordt ook gebruikt voor een jurk waarvan het borst- en schouderdeel vergelijkbaar is met een tuinbroek.